# Protacanthoides fossilis
Protacanthoides fossilis är en stekelart som först beskrevs av Mackauer 1957.  Protacanthoides fossilis ingår i släktet Protacanthoides och familjen bracksteklar. Inga underarter finns listade i Catalogue of Life.